# Desperate Housewives (seizoen 3)
Dit artikel geeft een overzicht van de afleveringen en acteurs van seizoen 3 van Desperate Housewives. Het seizoen bestaat uit 23 afleveringen en 2 specials. Het was het op negen na bestbekeken programma van dat seizoen op de Amerikaanse televisie. Het mysterie van dit seizoen werd ingekort en al onthuld in aflevering 15: actrice Marcia Cross was ondertussen hoogzwanger en moest de serie enige tijd verlaten.

## Rolbezetting
- Teri Hatcher als Susan Delfino
- Felicity Huffman als Lynette Scavo
- Marcia Cross als Bree Hodge
- Eva Longoria als Gabrielle Solis
- Nicollette Sheridan als Edie Britt
- Ricardo Antonio Chavira als Carlos Solis
- Andrea Bowen als Julie Mayer
- Doug Savant als Tom Scavo
- Kyle MacLachlan als Orson Hodge
- Brenda Strong als Mary Alice Young
- James Denton als Mike Delfino
- Shawn Pyfrom als Andrew Van de Kamp
- Joy Lauren als Danielle Van de Kamp
- Josh Henderson als Austin McCann (afleveringen 48 tot 63)
- Brent Kinsman als Preston Scavo
- Shane Kinsman als Porter Scavo
- Zane Huett als Parker Scavo

### Gastrol
- Pat Crawford Brown als Ida Greenberg
- Richard Burgi als Karl Mayer
- Dixie Carter als Gloria Hodge
- Jake Cherry als Travers McLain
- Rachel G. Fox als Kayla Huntington
- Kathryn Joosten als Karen McCluskey
- Cody Kasch als Zach Young
- Valerie Mahaffey als Alma Hodge
- Laurie Metcalf als Carolyn Bigsby
- Jesse Metcalfe als John Rowland
- Mark Moses als Paul Young
- Dougray Scott als Ian Hainsworth
- John Slattery als Victor Lang
- Kiersten Warren als Nora Huntington
- Gwendoline Yeo als Xiao-Mei

## Afleveringen
| Nr. | Titel                             | Schrijver(s)                              | Regisseur       | Uitzenddatum      |  |
| --- | --------------------------------- | ----------------------------------------- | --------------- | ----------------- |  |
| 3-01 (48) | Listen to the Rain on the Roof    | Marc Cherry & Jeff Greenstein             | Larry Shaw      | 24 september 2006 |  |
| 6 maanden nadat Orson Mike heeft overreden, ligt die laatste nog altijd in een coma. Susan wijkt niet van zijn zijde en verzorgt hem. Zo leert ze Ian Hainsworth kennen, wiens vrouw al jaren in een coma ligt. Orson was al eens getrouwd met Alma, en Alma is op een dag spoorloos verdwenen. Ondertussen heeft Orson ook Bree leren kennen en hebben ze al 6 maanden een relatie. Carolyn Bigsby, een goede vriendin van Alma, verdenkt hem ervan haar vermoord te hebben en laat Bree dit weten op haar verlovingsfeest. Gabrielle wil scheiden van Carlos, nadat ze ontdekt heeft dat hij met Xiao-Mei (hun meid en draagmoeder van hun kind) heeft geslapen. Lynette heeft er vrede mee genomen dat Tom een buitenechtelijk kind heeft en probeert Kayla (en haar moeder Nora) welkom te heten in hun gezin. Maar Nora werkt Lynette zwaar op de zenuwen. |                                   |                                           |                 |                   |  |
| 3-02 (49) | It Takes Two                      | Kevin Murphy & Jenna Bans                 | David Grossman  | 1 oktober 2006    |  |
| Gabrielle en Carlos zijn gechoqueerd wanneer Xiao-Mei bevalt van een 'verkeerde' baby. Austin McCann, Edies neefje, verhuist naar Wisteria Lane na een ruzie met zijn moeder. Tom en Lynette proberen Nora te koppelen aan enkele mannen om haar zo bij hen weg te houden; zo ook aan Carlos, wat niet in goede aarde valt bij Gabrielle. Susan gaat uit eten met Ian en ze lopen zijn schoonouders tegen het lijf. Bree trouwt met Orson, maar de vrouwen zijn bezorgd omdat ze denken dat hij een moordenaar is. Het lijk van een roodharige vrouw wordt opgegraven. De politie denkt dat het Alma is en Orson en Bree moeten tijdens hun huwelijksfeest het lijk gaan identificeren. Orson doet alsof hij haar niet kent, maar bij het verlaten van het mortuarium zegt hij tegen de vrouw 'Tu me manques, Monique' (= ik mis je, Monique). |                                   |                                           |                 |                   |  |
| 3-03 (50) | A Weekend in the Country          | Bob Daily                                 | Wendey Stanzler | 8 oktober 2006    |  |
| Gabrielle komt John tegen en is gechoqueerd wanneer hij vertelt dat hij verloofd is. Bree annuleert haar huwelijksreis wanneer ze een zwaar verwaarloosde Andrew op televisie ziet. Ze gaat hem zoeken en vindt hem in een soepkeuken, maar hij wil niets meer met haar te maken hebben. Orson gaat dan eens praten met Andrew en kan hem overtuigen terug naar huis te komen. Nora blijft zich mengen in het leven van Tom en Lynette. Susan en Ian verknoeien hun romantisch weekendje. Julie roept de hulp in van Austin. Mike ontwaakt uit zijn coma. |                                   |                                           |                 |                   |  |
| 3-04 (51) | Like It Was                       | John Pardee & Joey Murphy                 | Larry Shaw      | 15 oktober 2006   |  |
| Edie probeert Mike van Susan in te pikken en slaagt hier nog in ook: Mike is namelijk zijn geheugen kwijt en Edie maakt hem wijs dat Susan een 'bitch' is. Wanneer Susan dan opdaagt, wil hij haar niet meer zien. Bree ontdekt dat Danielle met haar geschiedenisleraar heeft geslapen en dat Andrew een mannelijke schandknaap is geweest. Lynette probeert Parkers honkbaltrainer om te kopen om hem zo in de ploeg te houden. Gabrielle verkoopt alle spullen van Carlos tijdens een grote schoonmaak en probeert zelfs Carlos te laten arresteren. Maar dat mislukt wanneer ze zelf wordt gearresteerd. |                                   |                                           |                 |                   |  |
| 3-05 (52) | Nice She Ain't                    | Alexandra Cunningham & Susan Nirah Jaffee | David Warren    | 22 oktober 2006   |  |
| Susan 'ontvoert' Mike uit het ziekenhuis wanneer Edie haar leugens over de relatie van Mike en Susan blijft volhouden. Danielle probeert zelfmoord te plegen wanneer Bree haar verplicht om haar relatie met Mr. Falati te beëindigen. Carlos en Gabrielle proberen elkaar jaloers te maken. Tom heeft eindelijk een doel gevonden in het leven: hij wil een pizzeria openen. Lynette probeert hem dat idee uit het hoofd te praten maar Nora juicht het idee juist toe: ze wil Tom voor zich winnen. Austin vraagt aan Julie om hem te helpen met zijn huiswerk. |                                   |                                           |                 |                   |  |
| 3-06 (53) | Sweetheart, I Have to Confess     | Dahvi Waller & Josh Senter                | David Grossman  | 29 oktober 2006   |  |
| Susan betrapt Edie en Mike in het ziekenhuisbed. Ian nodigt Susan uit voor een feestje bij zijn thuis. Tom toont Lynette zijn pizzeria. Zij is woest wanneer ze ontdekt dat Tom met Nora heeft gekust. Bree gaat uit eten met Carolyn en haar man Harvey en ontdekt enkele geheimen uit Orsons verleden. Harvey bekent ondertussen aan Orson dat hij een affaire heeft gehad met 'Monique Pollier', de roodharige vrouw die opgegraven werd. Gabrielle duwt Carlos uit het raam nadat ze ontdekt dat Carlos haar in de val heeft gelokt. De politie ondervraagt Mike in verband met Monique Pollier. |                                   |                                           |                 |                   |  |
| 3-07 (54) | Bang                              | Joe Keenan                                | Larry Shaw      | 5 november 2006   |  |
| Carolyn wil weten van Bree of ze Orson al heeft verlaten. Bree zegt tegen Carolyn dat ze beter eerst haar eigen huwelijk eens zou analyseren, en vertelt dan dat haar man Harvey een affaire heeft gehad met Monique. Carolyn gaat door het lint en trekt met een geladen geweer naar de supermarkt waar Harvey werkt en richt daar een ware ravage aan: ze neemt enkele gijzelaars (onder wie Austin, Julie, Lynette en Nora) en eist dat Edie en Harvey (die hebben zich opgesloten in Harveys kantoor en alles zien gebeuren via de camera's in het warenhuis) naar buiten komen. Maar die willen niet: Carolyn zou hen allebei afslachten. Lynette en Nora hebben ondertussen ruzie over Kayla: Tom en Lynette willen de volledige voogdij over Kayla verkrijgen en dat zint Nora niet. Ze blijven ruzie maken en Carolyn moet tussenbeide komen. Die wil weten wat er aan de hand is en wanneer Lynette dan vertelt dat Nora 'met haar man geslapen heeft', schiet Carolyn Nora koelbloedig dood. Lynette is zo aangedaan van de moord op Nora dat ze woest wordt op Carolyn en het tot een hoog oplopende ruzie komt tussen de twee. Dan zegt Lynette opeens iets verkeerds en wil Carolyn haar neerschieten. Art, een nieuwe buurman, neemt een blik en gooit dat naar Carolyn, net wanneer ze wil schieten. Het schot komt in Lynettes arm terecht en in het gevecht dat hierop volgt wordt Carolyn doodgeschoten. De hele buurt is ondertussen bijeengekomen bij Bree om naar de televisie te kijken en de gebeurtenissen op de lokale media te volgen. Gabrielle en Carlos waren net 'de goederen aan het verdelen' toen ze het nieuws over de gijzeling hoorde. Het plaatst hun gevecht in een heel ander perspectief. Bree voelt zich schuldig omdat zij aan Carolyn verteld heeft dat haar man haar bedroog. Susan stond net op het punt om met vakantie te vertrekken toen ze hoorde dat Julie gegijzeld werd in de supermarkt. Ze probeert een deal met Carolyn te sluiten. |                                   |                                           |                 |                   |  |
| 3-08 (55) | Children and Art                  | Kevin Etten & Jenna Bans                  | Wendey Stanzler | 12 november 2006  |  |
| Gabrielle wil weer gaan werken als model. Bree ontdekt dat Orsons moeder Gloria niet ver bij hen vandaan woont en besluit haar te bezoeken. Ze nodigt de vrouw dan uit bij haar thuis en mag zelfs bij haar komen inwonen, tot grote ergernis van Orson. Mike krijgt de politie over de vloer die op zoek is naar zijn gereedschapskist. Lynette is Art dankbaar omdat hij haar leven heeft gered. Ze probeert goede vrienden te worden met de man, maar ontdekt foto's van schaars geklede jongens in zijn kelder. Susan roept de hulp van Karl in om Austin en Julie uit elkaar te drijven. |                                   |                                           |                 |                   |  |
| 3-09 (56) | Beautiful Girls                   | Dahvi Waller & Susan Nirah Jaffee         | David Grossman  | 19 november 2006  |  |
| Gabrielle begint met het coachen van jonge meisjes die allemaal willen schitteren op de catwalk. Susan verhuist enkele dingen naar het huis van Ian, tot ergernis van diens butler. Lynette probeert Art aan te geven bij de politie maar heeft geen bewijzen tegen hem. Gloria vertelt aan Bree enkele van Orsons geheimen en die doen Bree besluiten Orson buiten te gooien. Carlos en Mike gaan samen een huis delen. |                                   |                                           |                 |                   |  |
| 3-10 (57) | The Miracle Song                  | Bob Daily                                 | Larry Shaw      | 26 november 2006  |  |
| Wanneer Mike gearresteerd wordt, maakt Edie het uit. Orson keert terug naar huis en Bree gooit nu Gloria opnieuw buiten. Gabrielle wil uitgaan met een van de vaders van haar studentjes, en moet hiervoor een wig slaan tussen twee vriendinnetjes. De buren zijn gechoqueerd wanneer ze ontdekken dat Art verkleed als kerstman naar een feestje komt. Alma, Orsons ex-vrouw, duikt weer op. |                                   |                                           |                 |                   |  |
| 3-11 (58) | No Fits, No Fights, No Feuds      | Alexandra Cunningham & Josh Senter        | Sanaa Hamri     | 7 januari 2007    |  |
| Susan bezoekt Mike voor de laatste maal in de gevangenis, omdat ze van Ian Mike niet meer mag zien. Lynette doet extra haar best om Kayla welkom te heten in de familie. Gabrielle ontvangt een boeket bloemen van een onbekende aanbidder. Bree nodigt alle buren uit om kennis te maken met Alma. |                                   |                                           |                 |                   |  |
| 3-12 (59) | Not While I'm Around              | Kevin Murphy & Kevin Etten                | David Grossman  | 14 januari 2007   |  |
| Lynette en Tom krijgen ruzie over de pizzeria. Alma huurt het huis van de Applewhites. Bree ontdekt een zakje tanden in Alma's kast. Gabrielle ontdekt dat haar geheime aanbidder Zach Young is. Susan maakt zich zorgen over de relatie tussen Julie en Austin. |                                   |                                           |                 |                   |  |
| 3-13 (60) | Come Play Wiz Me                  | Valerie Ahern & Christian McLaughlin      | Larry Shaw      | 21 januari 2007   |  |
| Susan moet onverwacht Jane bijstaan (Ians vrouw) in haar doodstrijd wanneer Ian er niet bij kan zijn. Lynette stopt met werken in de reclamewereld en gaat samen met haar man de pizzeria runnen. Ondertussen proberen Alma en Gloria ook Bree uit de weg te ruimen: ze proberen Orson (via een combinatie van slaappillen en viagra) te verkrachten en zo bij Bree weg te lokken; Alma zou dan zwanger worden en Orson zou haar dan niet als alleenstaande moeder achterlaten. Gabrielle gaat uit met Zach in ruil voor Mikes borgsom. |                                   |                                           |                 |                   |  |
| 3-14 (61) | I Remember That                   | John Pardee & Joey Murphy                 | David Warren    | 11 februari 2007  |  |
| Ian doet Susan een huwelijksaanzoek op Janes begrafenis maar zij wijst hem voorlopig af. Er hangt meer en meer spanning tussen Tom en Lynette en ze werken het uit op elkaar in de pizzeria. Orson legt aan Bree uit hoe Monique gestorven is. Zij wil nu naar de politie stappen. Zach chanteert Gabrielles vriendje en eist dat hij haar dumpt. Mike herinnert zich iets en gaat bij Orson om meer uitleg vragen hierover. |                                   |                                           |                 |                   |  |
| 3-15 (62) | The Little Things You Do Together | Marc Cherry & Joe Keenan                  | David Grossman  | 18 februari 2007  |  |
| Alma zon op wraak. Alma is namelijk al heel haar leven gek van Orson, en heeft hem via een list in het huwelijk kunnen leiden. Hij is dan, onder druk van zijn moeder, met haar getrouwd. Maar Orson zag Alma niet graag en is dus een affaire begonnen met Monique. Zijn moeder en Alma kwamen hierachter en waren daar niet gelukkig mee: voor zijn moeder is Tot de dood ons scheidt geen loze belofte, en zij vermoordt Monique. Mike was net bezig met het herstellen van Moniques spoelbak, en komt net aan als Orson en zijn moeder Gloria het lijk proberen op te ruimen. Daarom heeft Orson Mike overreden: Mike kende Orson ergens van, maar wist hem niet meer te plaatsen. Orson was dan ook als de dood dat als Mike uit zijn coma ontwaakte, hij hem zou aanwijzen als de dader. Gloria saboteert een ladder waar Bree op kruipt waardoor Bree in bed belandt en moet rusten. Gloria probeert Bree dan te vermoorden. Andrew en Orson kunnen Bree nog net op tijd redden, maar Gloria valt en is voor de rest van haar leven verlamd. Alma valt van het dak van haar huis en is op slag dood. Lynette en Tom bereiden zich voor op hun grote opening. Lynette heeft enkel de verkeerde stoelen besteld, wat Tom heel boos maakt. Ian doet Susan een tweede huwelijksaanzoek en nu aanvaardt ze zijn aanzoek wel. Zach doet Gabrielle geloven dat ze samen hebben geslapen. Zij stuurt nu Carlos op hem af maar die ontdekt dat zij nooit samen geslapen kunnen hebben. |                                   |                                           |                 |                   |  |
| 3-16 (63) | My Husband, the Pig               | Brian A. Alexander                        | Larry Shaw      | 4 maart 2007      |  |
| Bree en Orson willen op huwelijksreis vertrekken, maar wanneer Danielle bekent dat ze zwanger is, worden hun plannen danig in de war gestuurd. Ian wil snel trouwen met Susan, want dat houdt Mike op een afstand. Tom probeert romantisch te zijn, maar zijn timing is niet perfect en Lynette wil ook niet meewerken. Gabrielle ontmoet Victor Lang, een kandidaat-burgemeester van Fairview. Carlos brengt tijd door met Travers, Edies zoon. (Deze aflevering werd niet 'verteld' door Mary-Alice, maar door Rex, Brees overleden man). |                                   |                                           |                 |                   |  |
| 3-17 (64) | Dress Big                         | Kevin Etten & Susan Nirah Jaffee          | Matthew Diamond | 2 april 2007      |  |
| Wanneer Susan Ians ouders ontmoet, loopt alles fout. Lynette vindt Tom bewusteloos terug op de vloer van zijn pizzeria en hij is 3 maanden werkonbekwaam. Gabrielle steelt wat kleding van Victors ex-vrouw nadat haar eigen kledingcollectie geruïneerd raakt. Carlos en Edie beëindigen hun relatie. |                                   |                                           |                 |                   |  |
| 3-18 (65) | Liaisons                          | Jenna Bans & Alexandra Cunningham         | David Grossman  | 15 april 2007     |  |
| Tom is niet gelukkig omdat Lynette Rick Colleti, een ex-verslaafde, heeft ingehuurd als zijn plaatsvervanger. Edie en Carlos komen terug samen en hun relatie wordt dieper. Victor bekent aan Gabrielle dat hij van haar is beginnen houden. Ian wil met Susan naar London verhuizen en dat kan niet snel genoeg. Maar op een ritje terug naar huis belandt hun wagen in een meertje en moet Mike hen redden. |                                   |                                           |                 |                   |  |
| 3-19 (66) | God, That's Good                  | Dahvi Waller & Josh Senter                | Larry Shaw      | 22 april 2007     |  |
| Susan wil niet meer trouwen met Ian nadat ze ontdekt dat ze de inzet was van een pokerspel. Lynette raakt meer en meer in de ban van Rick, haar nieuwe chef. Victor en Gabrielle hebben seks in een lift en worden gechanteerd met de foto's hiervan. Parker ontdekt het lijk van Karen McCluskeys man in haar diepvriezer. Carlos en Edie proberen hun relatie verborgen te houden. |                                   |                                           |                 |                   |  |
| 3-20 (67) | Gossip                            | John Pardee & Joey Murphy                 | Wendey Stanzler | 29 april 2007     |  |
| Gabrielle ontdekt dat Carlos en Edie iets met elkaar hebben en is daar niet gelukkig mee. Tom vermoedt dat Lynette laat blijft doorwerken om zo meer tijd door te brengen met Rick. Susan is opnieuw single nadat ze door zowel Mike als Ian in de steek wordt gelaten. Karen biecht aan de buren op wat er ooit met haar man is gebeurd. |                                   |                                           |                 |                   |  |
| 3-21 (68) | Into the Woods                    | Alexandra Cunningham                      | David Grossman  | 6 mei 2007        |  |
| Susan gaat als een gek achter Mike aan wanneer ze hoort dat hij Wisteria Lane heeft verlaten: ze gaat op kampeertocht (in ware Susan-stijl) op zoek naar Mike, maar raakt de weg kwijt. Als Mike dan Susan uiteindelijk vindt, neemt hij haar in zijn armen en volgt er een passionele kus. Lynette ontslaat Rick nadat hij haar confronteert met zijn gevoelens. Gabrielle wordt gearresteerd nadat ze een parkeerwachter aanvalt. Edie denkt dat Carlos interesse verliest wanneer blijkt dat Travers terug naar zijn vader mag en bedenkt een plan om Travers bij haar te houden. |                                   |                                           |                 |                   |  |
| 3-22 (69) | What Would We Do Without You?     | Bob Daily                                 | Larry Shaw      | 13 mei 2007       |  |
| Tijdens een ruzie komt Lynette terecht op een kastje en er worden foto's genomen. Uit een MRI-scan blijkt dat ze lymfoom (een vorm van kanker) heeft. Mike doet Susan een huwelijksaanzoek. Die krijgt het ondertussen aan de stok met Gabrielle, want beide dames hebben dezelfde trouwdatum gekozen. Edie zegt tegen Carlos dat ze nog een baby wil (en hij zo bij haar blijft), maar blijft ondertussen 'de pil' nemen. |                                   |                                           |                 |                   |  |
| 3-23 (70) | Getting Married Today             | Joe Keenan & Kevin Murphy                 | David Grossman  | 20 mei 2007       |  |
| In de laatste aflevering trouwen Susan en Mike midden in het bos, met enkel Julie als getuige. Op haar eigen huwelijksfeest komt Gabrielle ondertussen te weten dat Victor enkel met haar getrouwd is voor zijn imago: haar latino uiterlijk brengt stemmen uit die hoek. Ze loopt wat radeloos rond, en komt terecht bij Carlos, die net Edie gedumpt heeft: op haar huwelijksfeest bedriegt Gabrielle Victor met Carlos. Bree keert terug van haar huwelijksreis, en loopt met een valse buik rond zodat het lijkt alsof zij zwanger is. Ze wil niet dat haar dochter al haar kansen verliest (en ze wil haarzelf de roddels van de buren besparen). Danielle zit al die tijd voor de buitenwereld in Zwitserland (maar in werkelijkheid zit ze in een klooster). Stella, Lynettes moeder, ontdekt dat haar dochter kanker heeft en is boos dat ze niets heeft laten weten. Ze moet en ze zal Lynette helpen in de moeilijke tijden die komen gaan. Carlos ontdekt dat Edie 'de pil' is blijven nemen (op het huwelijk van Gabrielle vindt hij een pakje in de handtas van Edie) en verbreekt de relatie met Edie. Zij was echter verliefd op hem en stort volledig in elkaar: in de laatste scène van seizoen 3 zie je Edie die zichzelf ophangt. |                                   |                                           |                 |                   |  |